# Przednia Przełęcz Sołtysia
Przednia Przełęcz Sołtysia (1303 m) – niewybitna i szeroka przełęcz w reglowym paśmie Kop Sołtysich w polskich Tatrach Wysokich. Oddziela Średnią Kopę Sołtysią (1326 m) od Przedniej Kopy Sołtysiej (1334 m). Wschodnie stoki spod przełęczy opadają do Jaworzyńskiego Żlebu, zachodnie do doliny Skalnite. Z obydwu tych stoków opadają dolinki wciosowe. We wschodniej, opadającej do Jaworzyńskiego Żlebu, znajduje się na wysokości 1267 m źródło, z którego wypływa niewielki ciek zasilający Łężny Potok. Z wciosowej dolinki zachodniej woda spływa tylko okresowo.
Rejon przełęczy jest trawiasty, nie prowadzi przez nią żaden szlak turystyczny. Dawniej były to tereny wypasowe hali Kopy Sołtysie. Po II wojnie światowej na Przedniej Przełęczy Sołtysiej zbudowano dwa szałasy czy szopy. Po utworzeniu Tatrzańskiego Parku Narodowego wypas został zniesiony.

## Przypisy

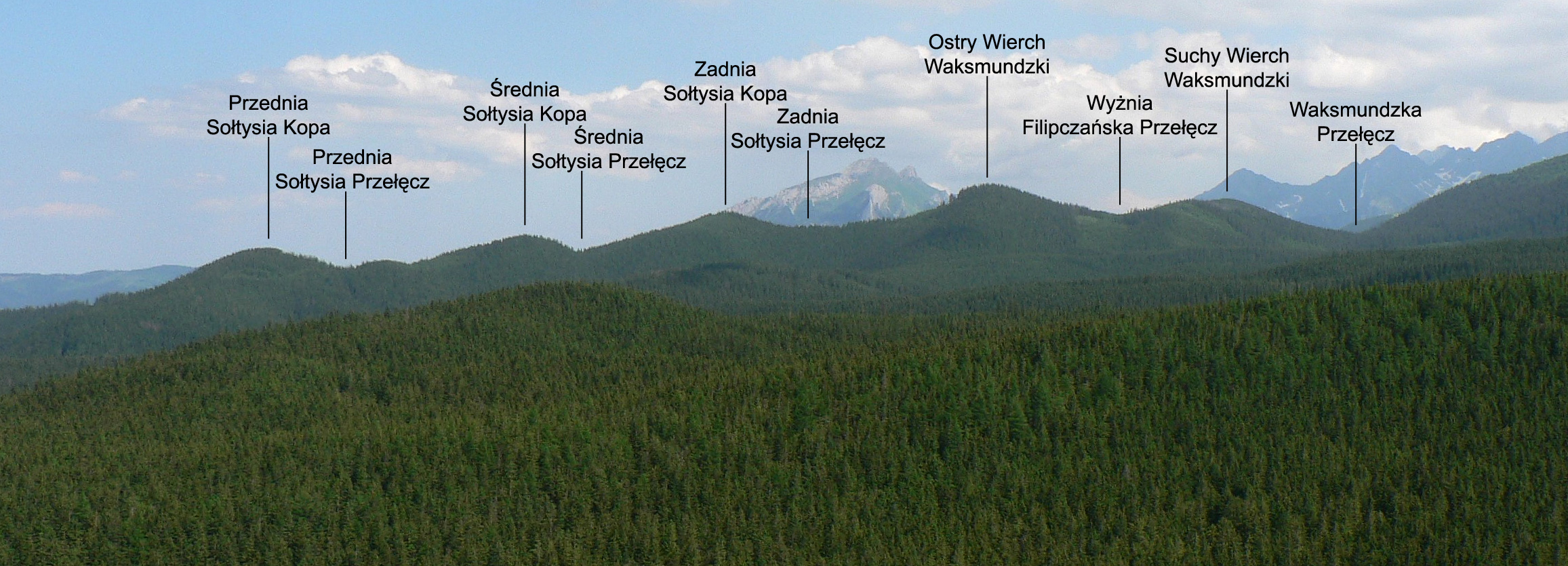
Widok z Wielkiego Kopieńca